# Cégep régional de Lanaudière à Terrebonne

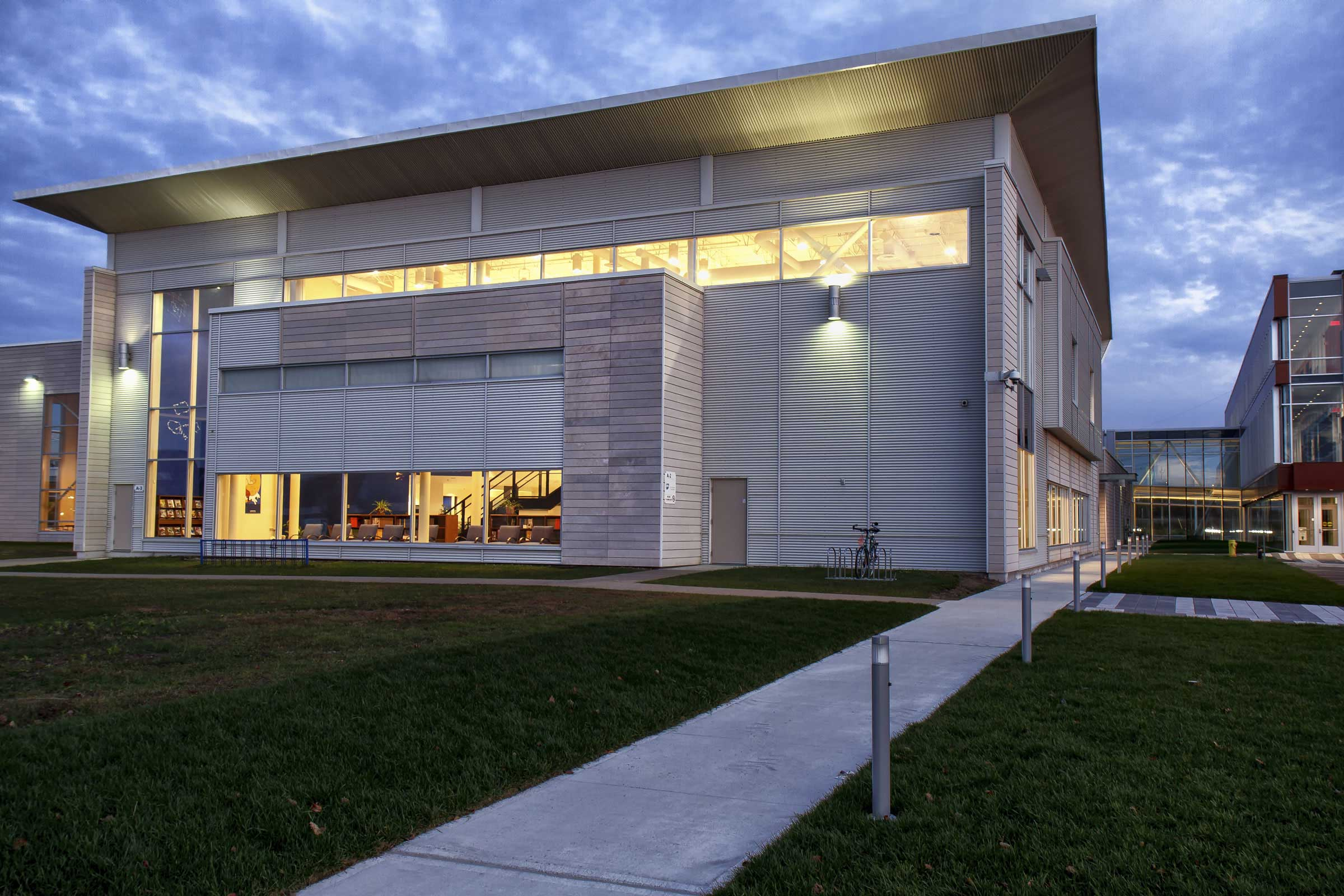
Le Cégep régional de Lanaudière à Terrebonne en décembre 2016 après la finalisation des rénovations

Le Cégep régional de Lanaudière à Terrebonne est l'un des trois collèges (avec celui de Joliette et celui de L'Assomption) constituants du Cégep régional de Lanaudière. Près de 1 600 étudiants fréquentent ce collège constituant (en 2013)[réf. nécessaire]. Il est situé près de l'autoroute 640, entre le Centre de formation professionnelle des Moulins et la Cité du Sport sur le boulevard des Entreprises à Terrebonne. Le Cégep est également situé tout près du Campus de Lanaudière de l'Université du Québec à Montréal.

## Histoire

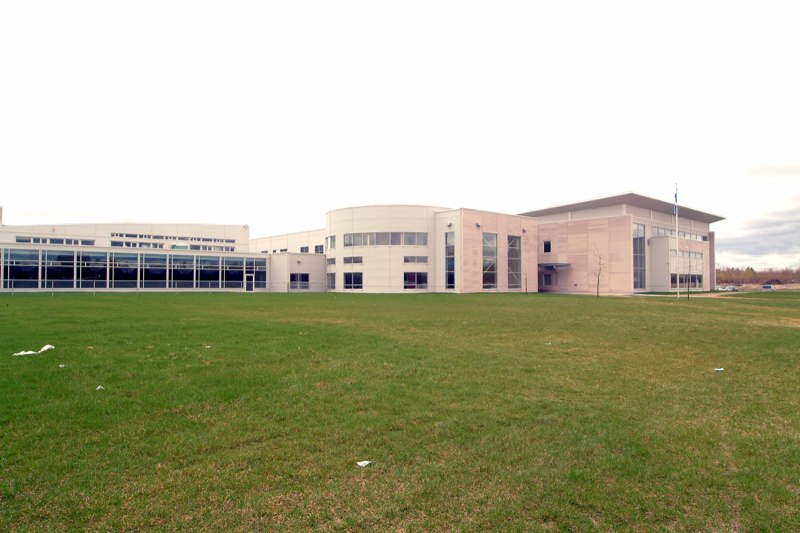
Pavillon du Cégep régional de Lanaudière à Terrebonne en 2011

Le Cégep régional de Lanaudière a été créé pour favoriser la croissance et le développement du Cégep à Terrebonne. Il a été créé en 1998 et est situé au 2505 boulevard des Entreprises, dans le quartier industriel de Terrebonne. 
Le 31 octobre 2008, la ministre de l'Éducation, du Loisir et du Sport, Michelle Courchesne, fait l'annonce d'un investissement de près de 13 millions de dollars pour l'agrandissement du collège. Cet agrandissement permettra d'accueillir 250 nouveaux étudiants. Il permettra aussi d'offrir de nouveaux programmes dont celui d'hygiène dentaire. En raison de la forte croissance du cégep en l'espace de 10 ans, le collège s'est loué de nouveaux locaux à proximité qui ont été dénommés « pavillon B ».
Pour corriger les problèmes de stationnement, un protocole d'entente a été signé avec la Ville de Terrebonne pour la construction de 500 nouvelles cases de stationnement sur le terrain voisin de la Cité du Sport.

## Administration
Le Cégep régional de Lanaudière à Terrebonne est dirigée par un conseil d'établissement. La direction du collège constituant de Terrebonne est occupée par Richard Laroche et le président du conseil d'établissement est Maître François Duval.

### La vie étudiante
- L'Association étudiante AGEECLT affiliée à la FECQ entre 2005 et 2006 et indépendante pour le reste de son histoire. Toujours indépendante après un nouveau vote en avril 2013 et ensuite un autre vote en 2017 fessa rentrer L'AGEECLT a nouveau dans le FECQ [réf. nécessaire].
- Le journal étudiant Ô Courant, qui est la nouvelle publication depuis la session d'automne 2015, dirigé et monté par Jennyfer Poirier, étudiante en art & lettres profil communication (fut auparavant Le Réverbère)
- La litote littéraire
- La radio étudiante CNRV
- Les Perchaudes(2002-2017) (Équipe d'impro) membre de la ligue des Tangerines (2016-2017)
- Le Club Entrepreneur "CEECT"
- Le Comité Souverainiste
- Le Club de jeu (Le joueur sanglier)

### La vie sportive
- Équipe de football AA Les Triades
- Les cheerleaders (Disparue)
- Basket-ball féminin et masculin A
- Hockey Cosom A
- Soccer féminin et masculin A et AA
- Natation AA
- Volleyball AA Féminin
- Volleyball AA Masculin
- Flagfootball féminin

## Programmes

### Programmes de formation pré-universitaire
Le Cépep régional de Lanaudière à Terrebonne est autorisé à offrir plusieurs programmes.
- Accueil et intégration (tremplin DEC)
- Sciences de la nature
- Sciences humaines
  - Profil Administration
  - Profil Individu
  - Profil Monde
- Arts, lettres et communication
  - Option Médias

### Programmes de formation technique
- Technologie de l'électronique industrielle, profil automatisation
- Techniques de travail social
- Techniques de comptabilité et gestion
  - Profil Comptabilité
  - Profil Gestion des entreprises
- Techniques d'hygiène dentaire
- Techniques de design industriel

À la fin de la session d'hiver 2009, à la suite de la faible demande d'admission à la technique du meuble et d'ébénisterie, offerte depuis l'ouverture de la constituante de Terrebonne, le programme a fermé ses portes.

### Les passerelles DEP-DEC
La passerelle DEP-DEC permet aux étudiants ayant complété un diplôme d’études professionnelles (DEP) de poursuivre leur formation technique dans le même domaine au Cégep. Certains cours du DEP sont reconnus, ce qui permet de diminuer la durée du parcours au niveau collégial.
Au Cégep de Terrebonne, une passerelle secondaire-cégep est offerte dans les programmes suivants :
- Techniques de comptabilité et de gestion
- Technologie de l’électronique industrielle avec un DEP en électromécanique de systèmes automatisés, un DEP en électricité ou un DEP en mécanique industrielle de construction et d'entretien
- Techniques de design industriel avec un DEP en dessin industriel

### Les passerelles DEC-BAC
Les passerelles DEC-BAC déjà mises en place dans certains programmes permettent d’emprunter la voie de la formation technique et de poursuivre à l’université avec la reconnaissance de certains cours du niveau collégial. Cette reconnaissance peut, dans plusieurs cas, réduire d’une année la durée des études universitaires pour obtenir un baccalauréat. Certaines passerelles existent actuellement dans les programmes suivants :
- Techniques de comptabilité et de gestion avec Université du Québec à Trois-Rivières, Université du Québec en Outaouais, Université du Québec à Rimouski et Université Laval
- Techniques de travail social

## Localisation géographique
Le Cégep est situé près de l'autoroute 640, entre le Centre de formation professionnelle des Moulins et la Cité du Sport sur le boulevard des Entreprises à Terrebonne. Le Cégep est également situé tout près du Campus de Lanaudière de l'Université du Québec à Montréal.

## Étudiants
- Rosane Doré Lefebvre fut étudiante en Arts et Lettres de 2004 à 2005
- Mathieu Traversy est un homme politique québécois et analyste politique à RDI[5], élu député de Terrebonne de 2008 à 2018[6] et ayant été diplômé du Cégep régional de Lanaudière à Terrebonne en 2004.
- Guillaume Tremblay est un homme politique canadien et maire de la ville voisine de Mascouche depuis 2013 ayant été diplômé en administration, profil finances, du Cégep régional de Lanaudière à Terrebonne en 2005[7]